# گولیاتان
گولیاتان (به لاتین: Gülyatan، همچنین Kələdəhnə) یک منطقه مسکونی در جمهوری آذربایجان است که در شهرستان آستارا واقع شده‌است.